# Psaltoda
Psaltoda  (лат.) — род певчих цикад из семейства Cicadidae (Auchenorrhyncha).

## Распространение
Австралия и Тасмания. Около 15 видов.

## Описание
Крупные и среднего размера цикады. Голова широкая, её ширина с глазами больше ширины мезонотума. 
Род был впервые выделен в 1861 году шведским энтомологом Карлом Столем (Stål, 1833—1878). 
Филогенетические взаимоотношения внутри рода Psaltoda остаются неясными. Сестринские таксоны: Anapsaltoda и Neopsaltoda.
- Psaltoda adonis Ashton, 1914 (forest demon, лесной демон)
- Psaltoda antennetta Moulds, 2002 (clubbed sage)
- Psaltoda aurora Distant, 1881 (red roarer, красный крикун)
- Psaltoda brachypennis Moss and Moulds, 2000 (phantom knight, фантомный рыцарь)
- Psaltoda claripennis Ashton, 1921 (clanger)
- Psaltoda flavescens Distant, 1892 (golden knight, золотой рыцарь)
- Psaltoda fumipennis Ashton, 1912 (smoky sage)
- Psaltoda harrisii (Leach, 1814) (yellowbelly)
- Psaltoda insularis Ashton, 1914
- Psaltoda maccallumi Moulds, 2002
- Psaltoda magnifica Moulds, 1984 (green baron, зелёный барон)
- Psaltoda moerens (Germar, 1834) (redeye, красноглазый)
- Psaltoda mossi, Moulds, 2002 (little baron, маленький барон)
- Psaltoda pictibasis (Walker, 1858) (black friday, чёрная пятница)
- Psaltoda plaga (Walker, 1850) (black prince, чёрный принц)